# JEWELS
JEWELS é uma organização japonesa de artes marciais mistas, que promove apenas o MMA feminino.

## Campeãs dos Torneios
| Torneio                                             | Categoria                | Campeã            |
| --------------------------------------------------- | ------------------------ | ----------------- |
| Rough Stone Grand Prix 2009                         | -60 quilogramas (132 lb) | Alexandra Sanchez |
| Rough Stone Grand Prix 2009                         | -54 quilogramas (119 lb) | Mika Nagano       |
| Rough Stone Grand Prix 2009                         | -48 quilogramas (106 lb) | Asami Kodera      |
| Rough Stone Grand Prix 2010                         | -56 quilogramas (123 lb) | Mizuki Inoue      |
| Rough Stone Grand Prix 2010                         | -52 quilogramas (115 lb) | Hiroko Kitamura   |
| Rough Stone Grand Prix 2010                         | -48 quilogramas (106 lb) | Kikuyo Ishikawa   |
| Primeira decisão do torneio na categora Pesos Leves |                          | Ayaka Hamasaki    |
| Jewels/Deep Kickboxing Tournament 2012              | -47 quilogramas (104 lb) | Momoka            |

## Campeãs
| Categoria   | Campeã         | Period                                 |
| ----------- | -------------- | -------------------------------------- |
| Pesos Leves | Ayaka Hamasaki | desde 17 de dezembro de 2010 (14 anos) |
| Pesos Penas | Naho Sugiyama  | desde 17 de dezembro de 2011 (13 anos) |

## Events
| Evento                       | Data                   | Local                    | Arena                 | Público   |
| ---------------------------- | ---------------------- | ------------------------ | --------------------- | --------- |
| Jewels 22nd Ring             | 15 de dezembro de 2012 | Tokyo, Japan             | Differ Ariake         |           |
| Jewels 21st Ring             | 22 de setembro de 2012 | Koto, Tokyo, Japan       | Shin-Kiba 1st Ring    |           |
| Jewels 20th Ring             | 21 de julho de 2012    | Tokyo, Japan             | Differ Ariake         |           |
| Jewels 19th Ring             | 26 de maio de 2012     | Osaka, Honshu, Japan     | Azalea Taisho Hall    |           |
| Jewels 18th Ring             | 3 de março de 2012     | Koto, Tokyo, Japan       | Shin-Kiba 1st Ring    | 370       |
| Jewels 17th Ring             | 11 de dezembro de 2011 | Kabukicho, Tokyo, Japan  | Shinjuku Face         | 822       |
| Jewels 16th Ring             | 9 de novembro de 2011  | Koto, Tokyo, Japan       | Shin-Kiba 1st Ring    | 426       |
| Jewels 15th Ring             | 7 de setembro de 2011  | Kabukicho, Tokyo, Japan  | Shinjuku Face         | 872       |
| Jewels 13th Ring & 14th Ring | 14 de maio de 2011     | Koto, Tokyo, Japan       | Shin-Kiba 1st Ring    | 328 / 324 |
| Jewels 12th Ring             | 11 de março de 2011    | Kabukicho, Tokyo, Japan  | Shinjuku Face         | cancelled |
| Jewels 11th Ring             | 17 de dezembro de 2010 | Bunkyo, Tokyo, Japan     | Korakuen Hall         | 1216      |
| Jewels 10th Ring             | 10 de outubro de 2010  | Koto, Tokyo, Japan       | Shin-Kiba 1st Ring    | 464       |
| Jewels 9th Ring              | 31 de julho de 2010    | Kabukicho, Tokyo, Japan  | Shinjuku Face         | 578       |
| Jewels 8th Ring              | 23 de maio de 2010     | Koto, Tokyo, Japan       | Shin-Kiba 1st Ring    | 438       |
| Jewels 7th Ring              | 19 de março de 2010    | Kabukicho, Tokyo, Japan  | Shinjuku Face         | 696       |
| Rough Stone 2nd Ring         | 31 de janeiro de 2010  | Katsushika, Tokyo, Japan | Ceasar Gym Shin-Koiwa | -         |
| Jewels 6th Ring              | 11 de dezembro de 2009 | Kabukicho, Tokyo, Japan  | Shinjuku Face         | 762       |
| Jewels 5th Ring              | 13 de setembro de 2009 | Kabukicho, Tokyo, Japan  | Shinjuku Face         | 610       |
| Jewels 4th Ring              | 11 de julho de 2009    | Koto, Tokyo, Japan       | Shin-Kiba 1st Ring    | 464       |
| Jewels 3rd Ring              | 16 de maio de 2009     | Kabukicho, Tokyo, Japan  | Shinjuku Face         | 734       |
| Rough Stone 1st Ring         | 19 de abril de 2009    | Warabi, Saitama, Japan   | Isami Wrestle Budokan | -         |
| Jewels 2nd Ring              | 4 de fevereiro de 2009 | Kabukicho, Tokyo, Japan  | Shinjuku Face         | 588       |
| Jewels 1st Ring              | 16 de novembro de 2008 | Kabukicho, Tokyo, Japan  | Shinjuku Face         | 645       |